# Liste der geschützten Landschaftsteile in Graz
Die Liste der geschützten Landschaftsteile in Graz enthält die geschützten Landschaftsteile in Graz.

## Geschützte Landschaftsteile
| Foto |                 | Name                                          | ID       | Standort      | Beschreibung                                 | Fläche   | Datum      |
| ---- | --------------- | --------------------------------------------- | -------- | ------------- | -------------------------------------------- | -------- | ---------- |
| 1    | Datei hochladen | Lessingpark                                   | GLT_1292 | Graz Standort |                                              | 0,23 ha  | 21.12.1977 |
| 1    | Datei hochladen | Ziegelteiche an den Eustacchio-Gründen        | GLT_1293 | Graz Standort |                                              | 6,51 ha  | 23.11.1978 |
| 1    | Datei hochladen | Rettenbachklamm                               | GLT_1294 | Graz Standort | → Hauptartikel : Rettenbachklamm f1          | 12,83 ha | 21.04.1982 |
| 1    | Datei hochladen | Metahofpark                                   | GLT_1295 | Graz Standort |                                              | 1,59 ha  | 28.04.1982 |
| 1    | Datei hochladen | Platanen Allee entlang der Elisabethstraße    | GLT_1296 | Graz Standort |                                              | 0,35 ha  | 26.07.1956 |
| 1    | Datei hochladen | Aurikelbestand                                | GLT_1298 | Graz Standort | Aurikelbestand am Jungfernsprung bei Gösting | 1,54 ha  | 26.07.1956 |
| 1    | Datei hochladen | Türkenbundbestand                             | GLT_1299 | Graz Standort |                                              | 1,19 ha  | 26.07.1956 |
| 1    | Datei hochladen | Flaumeichenbestand                            | GLT_1300 | Graz Standort |                                              | 7,42 ha  | 26.07.1956 |
| 1    | Datei hochladen | Felsbirnenbestand                             | GLT_1301 | Graz Standort |                                              | 4,54 ha  | 26.07.1956 |
| 1    | Datei hochladen | Baumgruppe im Bereich des Grazer Ostbahnhofes | GLT_1302 | Graz Standort |                                              | 0,32 ha  | 28.04.1975 |
| 1    | Datei hochladen | Hallerschloß-Park                             | GLT_1303 | Graz Standort |                                              | 0,77 ha  | 14.03.1978 |
| 1    | Datei hochladen | ehemaligen Lehmgrube                          | GLT_1304 | Graz Standort |                                              | 6,36 ha  | 24.05.1989 |
| 1    | Datei hochladen | Bründlteiche                                  | GLT_1306 | Graz Standort |                                              | 1,46 ha  | 26.04.1990 |
| 1    | Datei hochladen | Meranpark                                     | GLT_1307 | Graz Standort |                                              | 1,13 ha  | 10.08.1988 |
| 1    | Datei hochladen | Grazer Stadtpark                              | GLT_1308 | Graz Standort | → Hauptartikel : Grazer Stadtpark f1         | 25,57 ha | 30.09.1987 |
| 1    | Datei hochladen | Grazer Schloßberg                             | GLT_1309 | Graz Standort | → Hauptartikel : Grazer Schloßberg f1        | 19,49 ha | 20.04.1988 |
| 1    | Datei hochladen | Lustbühel                                     | GLT_1322 | Graz Standort |                                              | 9,19 ha  | 20.12.1988 |
| 1    | Datei hochladen | Technikerpark                                 | GLT_1329 | Graz Standort |                                              | 0,69 ha  | 23.09.1985 |